# 마이 시크릿 호텔
《마이 시크릿 호텔》은 2014년 8월 18일부터 2014년 10월 14일까지 tvN에서 방영된 드라마이다.

## 줄거리
대한민국 최고의 호텔에서 새신랑과 예식 지배인으로 7년 만에 재회하게 된 전 부부 '상효'와 '해영'의 꼬일 대로 꼬인 웨딩작전과 전대미문의 살인사건을 그린 킬링 로맨스

## 출연자

### 주요인물
- 유인나 : 남상효 역 - 32세. 이혼 7년만에 전 남편의 결혼식까지 준비해야 하는 더 씨크릿 호텔의 예식부 총책임자
- 남궁민 : 조성겸 역 - 34세. 더 씨크릿 호텔의 절대실세!
- 진이한 : 구해영 역 - 34세, 이혼 7년차. 전 부인이 준비 해주는 두 번째 결혼을 앞두고 있는 인성 빼고 완벽한 남자! 마레 디자인 건축사무소장. 구원건설 구본근 회장의 3남 2녀 중 막내아들

### 남상효 주변인물
- 최정우 : 이무양 역 - 57세. 더 씨크릿 호텔의 총지배인
- 엄수정 : 양경희 역 - 42세. 더 씨크릿 호텔의 예식부 주임. 여고 졸업 후 호텔에 들어와 22년째 일하고 있는 베테랑
- 김보미 : 허영미 역 - 26세. 더 씨크릿 호텔의 예식부 직원
- 최태환 : 장기철 역 - 28세. 치명적인 단점을 숨기고 있는 전문대 호텔학과를 졸업하고 시크릿 호텔에 취직

### 조성겸 주변인물
- 이영은 : 여은주 역 - 32세. 원하는 것은 반드시 손에 넣는다! 쟁취 해야만 사는 욕망충실! 더 씨크릿 호텔의 홍보실장
- 고윤후 : 차동민 역 - 35세. 더 씨크릿 호텔의 보안 실장. 총지배인의 오른팔과 같은 인물
- 이광훈 : 사이먼최 역 - 조성겸의 비서
- 추귀정 : 이정숙 역 - 성겸의 어머니

### 구해영 주변인물
- 하연주 : 정수아 역 - 26세. 큐티 발랄! 자유 분방! 철 빼곤 먼지 만큼도 꿀릴 것 없는 재벌가 막내딸이자 해영의 약혼녀!
- 최정원 : 유시찬 역 - 34세. 긍정 대마왕! 해영에 웃고 우는 든든한 동업자이자 의리의 핫가이!
- 황소희 : 주정은 역 - 32세. 해영을 8년 째 짝사랑하고 있는 여기자
- 김재승 : 김기호 역 - 수아의 운전기사 겸 보디가드

### 형사들
- 안길강 : 김금보 역 - 50세. 형사와 전혀 어울리지 않는 외모를 지닌 형사 반장
- 황춘하 : 이형사 역 - 32세. 김금보에게 열심히 배우는 중인 자칭 엘리트 형사

### 그외 인물
- 김병춘 : 황동배 역 - 더 씨크릿 호텔의 주임
- 김동균 : 김수복 역 - 더 씨크릿 호텔의 부 총지배인
- 하수호 : 수호 역 - 마레 디자인 건축사무소 직원
- 김유라 : 유라 역
- 김신범 : 신범 역
- 차재이 : 재이 역
- 유정래
- 서윤
- 장태민 : 세탁업체 직원 역
- 안지혜 : 이지배인 역
- 서인우 : 호텔 직원 역
- 안보현
- 한세인 : 비서 역
- 임정옥 : 해영의 결혼식 하객 역
- 김채련 : 해영의 둘째형수 역
- 최남욱 : 기자 역

### 특별출연
- 차화연
- 홍석천
- 우상전
- 이주실
- 홍진영

## 시청률
최저 시청률과 최고 시청률은 시청률 조사회사와 지역별로 시청률에 차이가 있을 수 있습니다.
| 2014년      | 2014년      | 2014년          |
| 회차        | 방송일자    | AGB 닐슨 시청률 |
| ----------- | ----------- | --------------- |
| 제1회       | 8월 18일    | 0.961%          |
| 제2회       | 8월 19일    | 1.361%          |
| 제3회       | 8월 25일    | 1.003%          |
| 제4회       | 8월 26일    | 0.918%          |
| 제5회       | 9월 1일     | 1.083%          |
| 제6회       | 9월 2일     | 0.795%          |
| 제7회       | 9월 15일    | 1.193%          |
| 제8회       | 9월 16일    | 0.824%          |
| 제9회       | 9월 22일    | 0.724%          |
| 제10회      | 9월 23일    | 0.744%          |
| 제11회      | 9월 29일    | 0.676%          |
| 제12회      | 9월 30일    | 0.617%          |
| 제13회      | 10월 6일    | 0.741%          |
| 제14회      | 10월 7일    | 0.835%          |
| 제15회      | 10월 13일   | 0.595%          |
| 제16회      | 10월 14일   | 0.765%          |
| 평균 시청률 | 평균 시청률 | 0.865%          |

## 결방
추석특집으로 2014년 9월 8일은 일요드라마 삼총사 재방송으로, 9월 9일은 꽃보다 청춘 재방송으로 대체편성되었다.